# Deûlémont
Deûlémont – miejscowość i gmina we Francji, w regionie Hauts-de-France, w departamencie Nord.
Według danych na rok 2018 gminę zamieszkiwało 1822 osób, a gęstość zaludnienia wynosiła 183 osób/km² (wśród 1549 gmin regionu Nord-Pas-de-Calais Deûlémont plasuje się na 463. miejscu pod względem liczby ludności, natomiast pod względem powierzchni na 331. miejscu).